# خطوط تاكا الجوية الرحلة 110
تاكا الرحلة 110 هي رحلة طيران من مدينة بليز إلى نيو اورليانز في 24 مايو 1988 بقيادة الكابتن كارلوس داردانو البالغ من العمر 29 عاما والمساعد أول ديونيسيو لوبيز البالغ من العمر 29 عاما والطيار المدرب ارتورو سولي البالغ من العمر 29 عاما وكانت تحمل علي متنها 38 راكبا و7 من أفراد الطاقم وكانت من طراز بوينغ 737-300T ونجا جميع الركاب والطاقم البالغ عددهم 45 شخصا بعدما هبطت الطائرة علي سد عشبي بالقرب من نيو اورليانز بعد تعرضها لمجموعة من هطول الأمطار والبرد خلال عاصفة رعدية تضرب جنوبي الولايات المتحدة.